# 勒比松
勒比松（法語：Le Buisson，法語發音：[lə bɥisɔ̃]）是法国洛泽尔省的一个市镇，属于芒德区。

## 地理
勒比松（44°37'39"N, 3°14'6"E）面积24.45 平方千米，位于法国奧克西塔尼大區洛泽尔省，该省份为法国南部内陆省份，北起上盧瓦爾省和康塔爾省，西接阿韦龙省，南至加尔省，东临阿尔代什省。
与勒比松接壤的市镇（或旧市镇、城区）包括：圣莱热德佩尔、昂特雷纳、圣洛朗德米雷、普兰叙埃若勒-马尔布宗、欧布拉克地区佩尔。

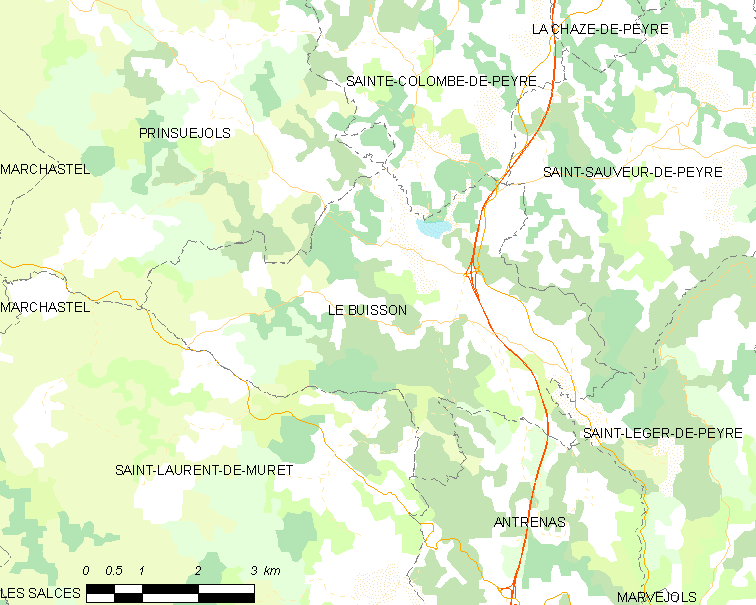
勒比松的OSM定位图

勒比松的时区为UTC+01:00、UTC+02:00（夏令时）。

## 行政
勒比松的邮政编码为48100，INSEE市镇编码为48032。

## 政治
勒比松所属的省级选区为欧布拉克地区佩尔县。

## 人口

1962-2008年间勒比松人口变化图示

勒比松于2022年1月1日时的人口数量为221人。